# Record du monde du décathlon
Pour un article plus général, voir Records du monde d'athlétisme.
Le record du monde du décathlon est actuellement détenu par le Français Kevin Mayer qui établit la performance de 9 126 points les 15 et 16 septembre 2018 lors du Décastar de Talence.

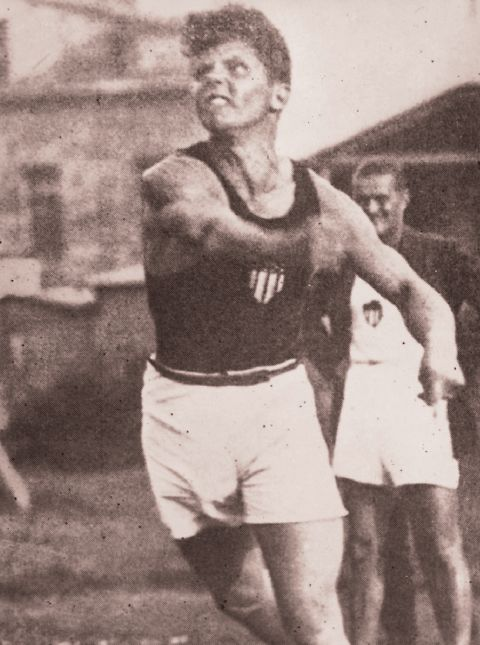
Aleksander Klumberg, premier détenteur du record du monde du décathlon.

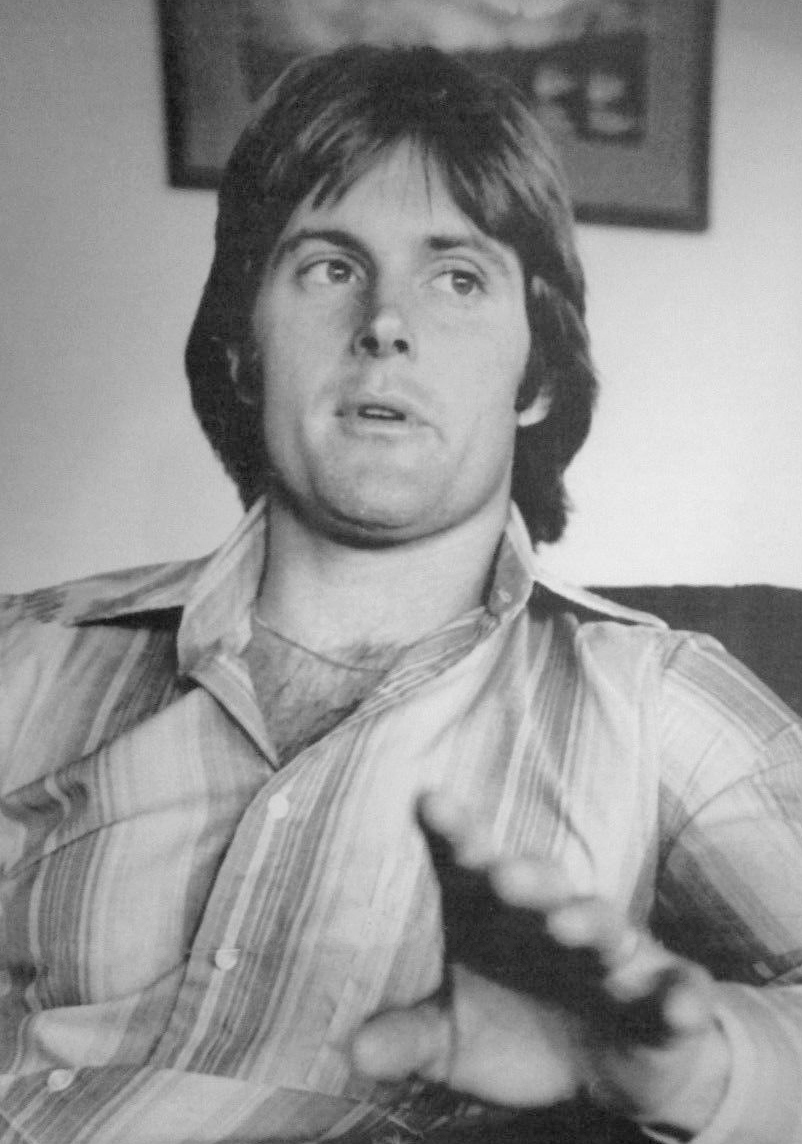
Bruce Jenner (aujourd'hui Caitlyn Jenner) améliore à trois reprises le record du monde en 1975 et 1976.

Le premier record du monde du décathlon homologué par World Athletics est celui de l'Estonien Aleksander Klumberg en 1922 avec 7 485,61 pts, soit 6 087 pts à la table actuelle de cotation. Le barème du décathlon a été modifié à plusieurs reprises. En se basant sur les tables actuelles datant de 1985, l'Allemand Hans-Heinrich Sievert est le premier athlète à atteindre les 7 000 pts (en 1934), le Taïwanais Yang Chuan-Kwang les 8 000 pts (en 1963), et le Tchèque Roman Šebrle les 9 000 pts (en 2001).
Bien que disputé très rarement, le décathlon féminin fait l'objet d'un record du monde homologué par l'IAAF. Il est actuellement détenu par la Lituanienne Austra Skujytė avec 8 358 pts (2005).

### De Bob Mathias à Rafer Johnson

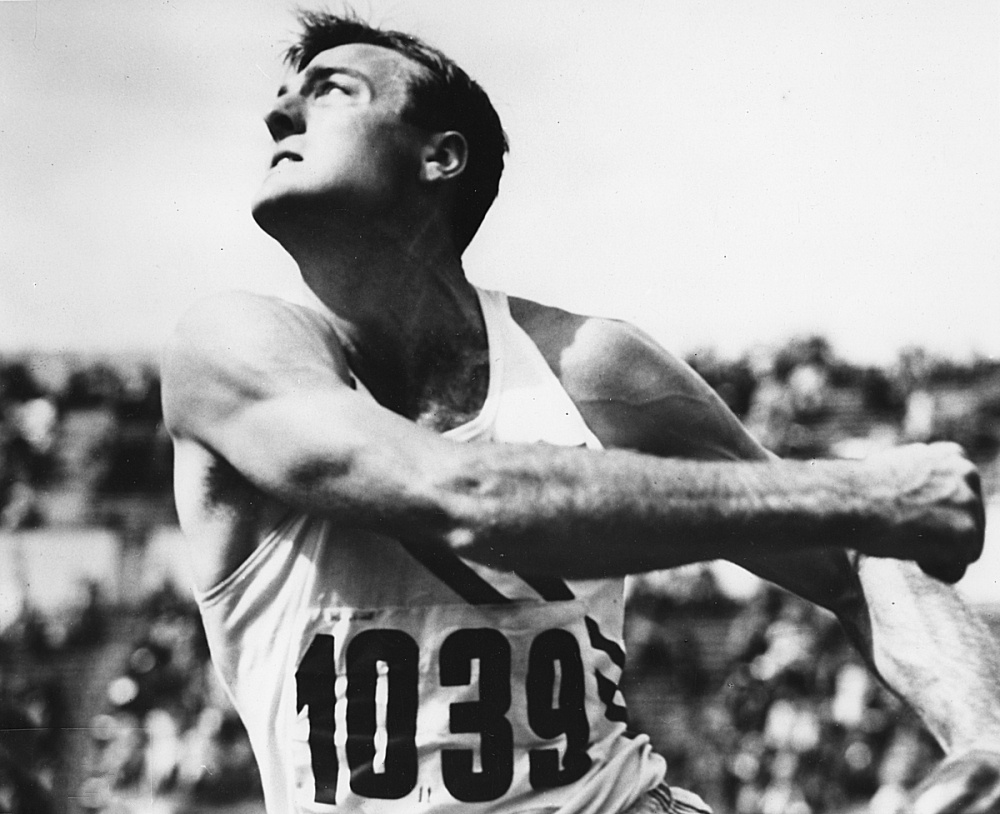
Bob Mathias améliore deux fois le record du monde en 1950 et 1952.

### La rivalité Daley Thompson-Jürgen Hingsen

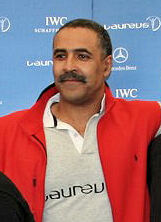
Daley Thompson améliore à quatre reprises le record du monde.

### Kevin Mayer, premier décathlonien à plus de 9100 points

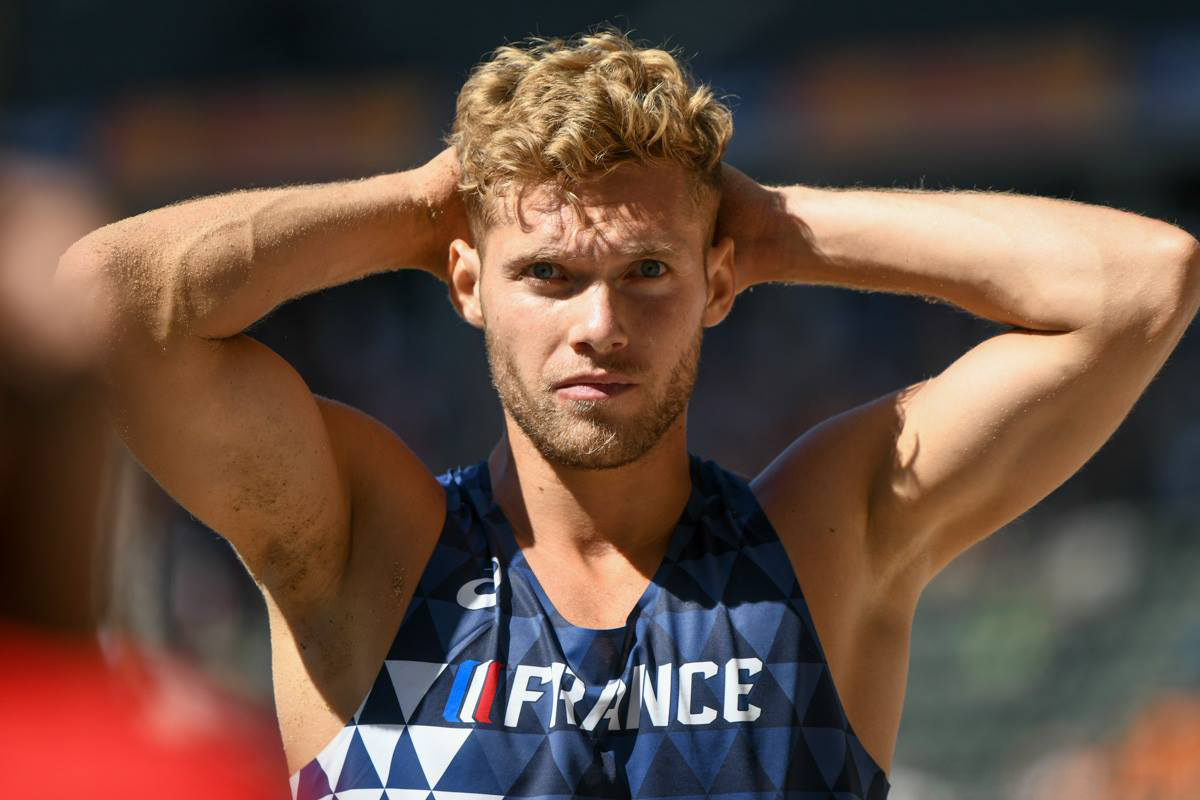
Kevin Mayer est l'actuel détenteur du record du monde avec 9126 points.

### Historique

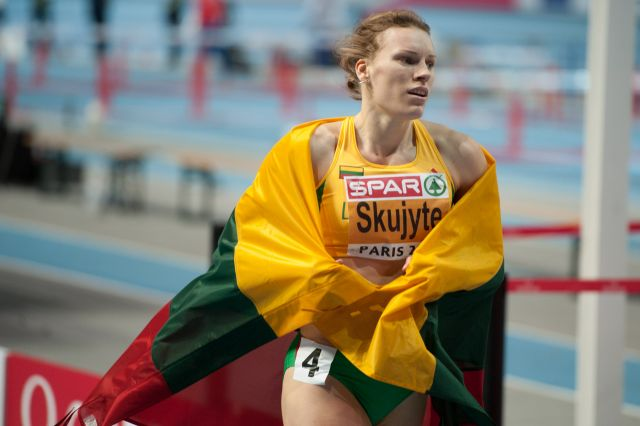
Austra Skujytė, détentrice du record du monde féminin du décathlon.

## Record du monde masculin